# Esplanade de La Défense (metrostation)
Esplanade de La Défense  er en station på metronettet i Paris og betjener metrolinje 1. Den ligger på grænsen mellem kommunerne Courbevoie og Puteaux (Hauts-de-Seine).
Den består kun af en enkelt central perron, da stationen er meget lille. Den er opført i, hvad der oprindelig skulle have været den ene af to tunneller til motorvej A14 (som passerer i tunnel under La Défense).

## Beliggenhed
Stationen ligger langs esplanaden i La Défense-kvarter, hvoraf den har fået sit navn. Den er overdækket af en stor beholder, der fortrinsvis er et bassin og skabt af den græske kunstner Takis. Bassinet har en vandflade med ringe dybde, og i beholderen er placeret 49 mangefarvede lamper i højder mellem 3,50 og 9 meter.

## Historie
Åbningen af stationen fandt sted den 1 april 1992 i forbindelse med den vestlige forlængelse af metrolinje 1 fra Pont de Neuilly til La Défense.
RATP foretrak den mindre bekostelige løsning at føre linjen over Pont de Neuilly i fri luft frem for i tunnel under Seinen, hvorfor stationen La Défense - Michelet, som planlægningsselskabet for Défence-området (EPAD) havde gjort forberedelse til i 1970'erne, er forblevet ubenyttet.

## Adgang
Der er to adgange til metrostationen :
- Vest, som giver adgang til Cours Michelet i kvarteret La Défense 10 (udgang syd) og til kvarteret La Défense 2 (udgang nord) ;
- Øst, som giver adgang til Terrasses Bellini i kvarteret La Défense 11, til Puteaux-kvartererne ved Seinebredden (udgang syd), og til kvarteret La Défense 1 samt Courbevoie-kvartererne ved Seinebredden (udgang nord).

## Trafikforbindelser
- RATP

## Omgivelser
I indgangspartiet og i gangene på stationen er opstillet statuer.
Enden af perronen i retning mod Paris ligger næsten i det fri, og man kan derfra se Triumfbuen på Place de l'Étoile henover stoppestedet ved den næste metrostation Pont de Neuilly.
Kultur- og udstillingscentret Moretti, som åbnede i september 2008, ligger ved udgangen fra stationen.
Stationen giver adgang til skyskraberne AGF - Athéna, CB21 (tidligere GAN) og CB31 (tidligere AXA).